# Leiomodin
Leiomodin ist ein Protein mit einem Gewicht von 64 bis 80 Kilodalton, das als Nukleationsfaktor bei der Bildung von Aktinfilamenten dient.

## Formen und Struktur
Es existieren drei verschiedene Formen von Leiomodin, die auf drei verschiedenen Genen liegen:
- Leiomodin-1 (LMOD 1), auch leiomodin muscle form,[4] verfügt über eine Länge von 572 Aminosäuren und eine Masse von 64 Kilodalton. Leiomdin-1 weist eine lange, C-terminale polyproline Sequenz,[5] wahrscheinlich eine Membran-übergreifende Region und zwei Typen von sich tandemartig wiederholenden Abschnitten auf. Es kommt in allen bisher getesteten Geweben (Schilddrüse, Augenmuskeln, Skelettmuskeln, den Eierstöcken, Kleinhirn, Nieren, Pankreas, Milz, Thymus und Retina) vor.[1][6]
- Leiomodin-2 (LMOD 2), auch Cardiac leiomodin,[7] ist 547 Aminosäuren lang. Auch Leiomodin-2 verfügt über eine lange, C-terminale polyproline Sequenz. Es kommt ausschließlich im fetalen und erwachsenen Herzen und in den Muskeln Erwachsener vor.[8]
- Leiomodin-3 (LMOD 3), auch fetal leiomodin,[9] kommt speziell an den Enden von Sarkomeren aller quergestreifter Muskeln vor und hat eine Masse von 80 Kilodalton. Es verfügt über eine Tropomyosin-bildende Helix nahe dem N-Terminus, gefolgt von einer Aktin bindenden Helix, einer Glutamin reichen Region, einem Leucine-rich Repeat, einer Prolin reichen Region, einer Basis-Region und einer WAS protein homology-2 (WH2) domain.[2]

## Funktion
Leimodin wirkt – vor allem in Muskelzellen – als starker Nukleationsfaktor bei der Nukleation von Aktin (in anderen Zelltypen konnten vor allem der Arp 2/3-Komplex und Formin als Nukleationsfaktoren identifiziert werden). Von den verschiedenen Abschnitten des Proteins beinhaltet der kleinste mit starker Nukleationswirkung den Leucine-rich repeat und die C-terminale Erweiterung. Der N-terminale Bereich erhöht die Nukleation auf das Dreifache und erneuert Tropomyosin, das ebenfalls schwach die Nukleation erhöht und für die Lokalisation des Leiomodin in der Mitte des Sarkomers sorgt. Insgesamt verfügt Leiomodin über drei Stellen, die Aktin binden können, was dazu führen kann, dass diese drei G-Aktin-Stücke sich zu einem Nukleationskern zusammenschließen. Weiterhin entspricht Leiomodin in seinen ersten 340 Aminosäuren zu etwa 40 % Tropomodulin, ein Protein, das das langsame (Pointed end) des Aktinfilaments abhängig von Tropomyosin bedeckt. Der N-terminale Bereich von Tropomodulin ist – bis auf drei helixartige Segmente, die der zweimal der Bindung von Tropomyosin und einmal der Bindung von Aktin dienen – unstrukturiert. Tropomodulin verfügt aber durch seine C-terminale Sequenz noch über eine weitere, Tropomyosin unabhängige Aktin-Bindungsstelle, die mit der Struktur eines Leucin-rich repeat fast exakt übereinstimmt. Genau diesen Aufbau hat Leiomodin auch, bis auf den Fakt, dass es über nur eine einzige Tropomyosin-Bindungsstelle verfügt, und dass es nach dem C-Terminus noch etwa 150 Aminosäuren länger ist. Diese weiteren Aminosäuren beinhalten unter anderem eine weitere Bindungsstelle für Aktin.

## Leiomodin-1
Leiomodin-1 wurde erstmals entdeckt, als Wissenschaftler im Blut von Patienten, die an Hashimoto-Thyreoiditis erkrankt waren, nach einem Antigen suchten, das sowohl in der Schilddrüse, als auch in den Muskeln der Augen exprimiert wird. Diese Suche fand deshalb statt, weil in einem geringen Teil der Hashimoto-Thyreoiditis-Erkrankten auch eine Autoimmunerkrankung der Augen, wie die Endokrine Orbitopathie auftritt. Tatsächlich fanden sie eine komplementäre DNS, die für LMOD 1 codiert. Weitere Blutuntersuchungen haben gezeigt, dass Leiomdin-1 in der Schilddrüse und den Augenmuskeln exprimiert wird, und dass Antigene gegen Leiomidin-1 im Blut von 8 von 34 Patienten mit autoimmunen Schilddrüsenerkrankungen vorkommen, aber in keinem Gesunden.

## Leiomodin-2
Leiomodin-2 wurde gefunden, als die EST-Datenbank nach Sequenzen durchsucht wurde, die der von Tropomodulin ähneln. Das Gen für Leiomodin-2 liegt auf den Chromosomenbanden 7q31–q32. Neben seiner Fähigkeit die Aktin-Polymerisation zu steigern, bindet Leiomodin-2 auch N-terminales α-Tropomyosin.

## Leiomodin-3
M. Yuen und anderen gelang es 2014 Leiomodin-3 zu replizieren. Dies fand im Rahmen einer Studie statt, die nach genetischen Ursachen für die Nemalin-Myopathie suchte. Tatsächlich fanden die Wissenschaftler heraus, dass in 21 Patienten aus 14 Familien, in denen Nemalin-Myopathie vorkommt, das LMOD 3-Gen Veränderungen aufwies. Veränderungen in LMOD-3 haben verkürzte und disorganisierte Aktinfilamten zur Folge; das Abschalten von LMOD-3 in Zebrafischen führte krankhaften Erscheinungen, die denen von Nemalin-Myopathie ähneln.
Auch Leiomodin-3 bildet N-terminales Tropomyosin, aber die Bindungsaffinität von Leiomodin-2 ist stärker.